# إدارة الضمان الاجتماعي
إدارة الضمان الاجتماعي الأمريكية (بالإنجليزية:Social Security Administration)  هي وكالة مستقلة عن الحكومة الاتحادية للولايات المتحدة من مهامها إدارة الأمن الاجتماعي، وبرنامج التأمين الاجتماعي تشمل المتقاعدين والعاجزين والورثة. يتم التأهل لمعظم هذه الفوائد من خل الدفع، ولذلك فإن معظم العمال يدفعون ضرائب الضمان الاجتماعي حفاظا على مكاسبهم. تستند فوائد المطالب على مساهمات الأجير. يمكن أن تكون هناك غير هذه الفوائد مثل الدخل التكميلي الإضافي (بالإنجليزية:Supplemental Security Income) ويكون هذا الأمر على حسب الحاجة.
أطلق على الإدارة لقب أفضل سادس مكان للعمل في الحكومة الاتحادية.

## روابط خارجية
- الضمان الاجتماعي على الإنترنت، الموقع الرسمي للإدارة الضمان الاجتماعي.